# Carlos Arias Navarro
Carlos Arias Navarro (Madrid, 11 de dezembro de 1908 — Madrid, 27 de novembro de 1989) foi um político da Espanha. Ocupou o lugar de presidente do governo de Espanha de 1974 a 1976, durante a ditadura franquista.
Graduado em Direito, foi governador civil de de León, Tenerife (1952-1954) e Navarra (1954-1957); Alcaide de Madrid (1965-1973), Ministro do Interior  (1973), presidente do Governo (1973-1976).
Desde o começo da  Guerra civil espanhola, tevo um destacado papel na dura repressão que se produziu em Málaga depois de sua  conquista, em 1937, razão por  que ficou conhecido como  Carnicero ou Carnicerito de Málaga.
Arias foi acusado de ter tolerado terrorismo de Estado  enquanto foi presidente do Conselho de Ministros, em especial pelos chamados "Acontecimentos de Montejurra" (1976). Após sua saída do governo, alguns meios de comunicação denunciaram que ele ordenava  a espionagem  sistemática das conversações telefônicas de todos os seus ministros e até as do então Príncipe de Espanha, Juan Carlos de Borbón.